# Hans Zesch-Ballot
Hans Zesch-Ballot, de son vrai nom Hans Georg Ziesche (né le 20 mai 1896 à Dresde, mort le 1er septembre 1972 à Munich) est un acteur allemand.

## Biographie
Il fait ses débuts en tant que figurant au théâtre en 1919 au Anhaltisches Theater à Dessau. Suivent des engagements dans des théâtres de Berlin, Vienne, Munich et Hambourg.
Il fait ses débuts au cinéma en 1930 dans Dolly macht Karriere. En 40 ans de carrière et plus d'une centaine de films, Zesch-Ballot joue souvent des seconds rôles et des figurations dans différents genres.

## Filmographie

### Cinéma
- 1930 : Dolly macht Karriere
- 1932: Strich durch die Rechnung
- 1934: Ein Mann will nach Deutschland de Paul Wegener
- 1934: Ferien vom Ich
- 1934: Die Liebe und die erste Eisenbahn
- 1935: L'Oiseleur
- 1935: Mein Leben für Maria Isabell
- 1936: Michel Strogoff
- 1936: L'Empereur de Californie
- 1936: Schloß Vogelöd
- 1936: Waldwinter
- 1936: Verräter
- 1936: Es geht um mein Leben
- 1936: Neunzig Minuten Aufenthalt
- 1936: Die Nacht mit dem Kaiser
- 1937: Condottieri
- 1937: On parle de Jacqueline
- 1937: Tango Notturno
- 1937: Wie einst im Mai
- 1938: Le Tigre du Bengale de Richard Eichberg
- 1938: Narren im Schnee
- 1938: Un soir d'escale
- 1938: Nordlicht
- 1938: La Nuit décisive
- 1938: Fracht von Baltimore
- 1939: Zentrale Rio
- 1939: Drei wunderschöne Tage
- 1939: Frau ohne Vergangenheit
- 1939: Der Polizeifunk meldet
- 1940: Christine
- 1940: Seitensprünge
- 1941: En selle pour l'Allemagne
- 1941: Kopf hoch, Johannes!
- 1941: Dreimal Hochzeit
- 1941: Hauptsache glücklich
- 1942: Einmal der liebe Herrgott sein
- 1942: Ein Zug fährt ab
- 1942: Attentat à Bakou
- 1943: Wenn der junge Wein blüht
- 1943: Der dunkle Tag
- 1944: Famille Buchholz
- 1944: Neigungsehe
- 1945: Die Schenke zur ewigen Liebe
- 1945: Der Mann im Sattel
- 1948: Die Söhne des Herrn Gaspary
- 1949: Gesucht wird Majora
- 1950: Hochzeit mit Erika
- 1950: Der Fall Rabanser
- 1950: Une fille du tonnerre
- 1951: Das späte Mädchen
- 1951: Primanerinnen
- 1952: Les Amants tourmentés
- 1953: Gesprengte Gitter
- 1953: Des Feuers Macht
- 1953: Die Kaiserin von China
- 1955 : Le 20 Juillet
- 1955: Rosenmontag
- 1958: Dr. Crippen lebt
- 1958: La Jeune Fille de Moorhof
- 1959: Le Gang descend sur la ville (de)
- 1959: Ein Mann geht durch die Wand
- 1960: Le Héros de mes rêves
- 1962: L'Orchidée rouge
- 1962: Freddy und das Lied der Südsee
- 1965: Témoin de l'enfer

### Télévision
- 1959 : Der Andere
- 1960: Gaslicht
- 1961: Der Mann von drüben
- 1961: Der Flüchtling
- 1962: Papiermühle
- 1963: Lady Frederick
- 1963: Das Kriminalmuseum – Die Nadel
- 1964: Das Kriminalmuseum – Der Füllfederhalter
- 1964: Das Kriminalmuseum – Der Fahrplan
- 1964: Der Mann nebenan
- 1966: Conan Doyle und der Fall Edalji
- 1966: Die verschenkten Jahre
- 1967: Landarzt Dr. Brock - Seuchengefahr

## Crédit d'auteurs
- (de) Cet article est partiellement ou en totalité issu de l’article de Wikipédia en allemand intitulé « Hans Zesch-Ballot » (voir la liste des auteurs).